# Peking Express: De Himalaya Route
Peking Express: De Himalaya Route was de tweede editie van het Vlaams/Nederlands televisieprogramma Peking Express.
Het tweede seizoen speelt zich opnieuw af in Azië, waar 8 koppels zo snel mogelijk moeten liften in China, Nepal en India. De start was in Peking, waar de vorige editie eindigde en gaat verder door China richting Nepal. Enkele koppels kregen de kans om de Himalaya in te gaan. Na Nepal trokken de resterende koppels naar New Delhi om daarna naar Mumbai te racen waar de finale plaatsvond.

## Format
De bedoeling van het spel was nog steeds om zo snel mogelijk te liften, dit keer van Peking naar Mumbai. Per dag kreeg ieder persoon slechts 1 euro, een euro minder dan in het vorige seizoen. De puntenregeling werd in het eerste gedeelte van het spel nog gebruikt maar werd in India afgeschaft waardoor iedereen evenwaardig startte mits een eventuele handicap of achterstand. De koppels konden telkens een voorsprong of immuniteit verdienen door het winnen van opdrachten of een race. Elk koppel kon amuletten winnen die in de finale omgezet werden naar geld. Anders dan in het vorige seizoen werden de amuletten van de verliezers niet meer doorgegeven aan andere koppels maar werden ze uit het spel verwijderd.

## Etappe-overzicht
| Etappe | van       | naar       | plaatsen op de route                 |
| ------ | --------- | ---------- | ------------------------------------ |
| 1      | Peking    | Pingyao    | Xibaipo                              |
| 2      | Pingyao   | Xi'an      | Xi Xin Fen                           |
| 3      | Xi'an     | Yichang    | Wanyuan, Badong                      |
| 4      | Yichang   | Longchen   | Fenghuang                            |
| 5      | Longchen  | Bose       | Gullin, Maanheuvel, Liuzhou, Nanning |
| 6      | Bose      | Kunming    | Shilln                               |
| 7      | Kathmandu | Bhairahawa | Shantinagar                          |
| 8      | Gorakhpur | Khajuraho  | Allahabad                            |
| 9      | Khajuraho | Amber      | Orchha, Agra                         |
| 10     | Jaipur    | Palanpur   | Dangri                               |
| 11     | Palanpur  | Vadodara   | Zizuvada                             |
| 12     | Vadodara  | Mumbai     | Vasai                                |

## Rangschikking
| # | Koppel               | Aflv. 1 | Aflv. 2 | Aflv. 3 | Aflv. 4 | Aflv. 5 | Aflv. 6 | Aflv. 7 Nepal | Aflv. 8 | Aflv. 9 | Aflv. 10 | Aflv. 11 | Finale |
| - | -------------------- | ------- | ------- | ------- | ------- | ------- | ------- | ------------- | ------- | ------- | -------- | -------- | ------ |
| 1 | Karla & Sophie (B)   |         |         |         |         |         |         |               |         |         |          |          | 2x     |
| 2 | Krieke & Natalie (B) |         |         |         |         |         |         |               | 1x      |         | 2x       |          | 2x     |
| 3 | Rink & Jorien (NL)   |         |         |         |         | 2x      |         |               |         |         |          |          |        |
| 4 | Just & Brechtje (NL) |         |         | 1x      |         | 1x      |         |               | 1x      |         |          |          |        |
| 5 | Jeroen & Manja (NL)  | 2x      |         |         |         |         |         |               |         |         |          |          |        |
| 6 | Steven & Sofie (B)   |         |         | 1x      |         |         |         |               |         |         |          |          |        |
| 7 | Kris & Herman (B)    |         |         |         |         |         |         |               |         |         |          |          |        |
| 8 | Marco & Stephan (NL) |         |         |         |         |         |         |               |         |         |          |          |        |

     Het koppel had deze etappe een vrijgeleide
     Het koppel won een aantal amuletten ter waarde van 10.000 euro
     Het koppel kreeg deze etappe een achterstand
     Het koppel won de race
     Het koppel is afgevallen
Landen: Nederland & Vlaanderen · Frankrijk · Duitsland · Noorwegen, Zweden & Denemarken · Spanje 

Nederlandse seizoenen: 2004 · 2005 · 2006 · 2007 · 2008 · 2012 · 2017

Zie ook: Peking Express VIP · In het spoor van Peking Express · Kanakna